# エドワード・ロウリー・ノートン
エドワード・ロウリー・ノートン（Edward Lawry Norton、1898年7月28日 ロックランド (メイン州) – 1983年1月28日 チャサム (ニュージャージー州)）は、アメリカ合衆国の技術者、科学者。ベル研究所で働いていた。ノートンの定理で有名。
彼が活発に研究した分野はネットワーク理論、音響システム、電磁気装置、データ伝送である。MITとコロンビア大学を卒業し19件の特許を取得している。
現在ノートンの等価回路と呼ばれる、テブナンの等価回路の双対の開発で最も良く知られる。
通信回路理論と電話回線を介した高速データ伝送に興味を持っていた。1922年にWestern Electric Companyのエンジニアリング部門（後にベル研究所となる）で電話研究のキャリアをスタートさせた。

## 経歴
メイン大学に2年間在籍し、その後MITに移り1922年にS.B.（電気工学）を取得した。1925年にコロンビア大学からM.A.を取得した。

## 研究
1920年代初頭のAT&Tにおけるノートンとその同僚はテブナンの等価回路を適用した先駆的な研究を行った最初の人物の1人と認識されており、この概念を単にテブナンの定理と呼んでいた。
1926年、電流源と並列抵抗を使用した等価回路を提案し、主に電流駆動型の計測機器の設計を支援した。

## 死
1983年1月28日、チャサムで死去した。